# Mäktig är Herren
Mäktig är Herren är en psalmtext av Lina Sandell-Berg. Psalmen har fyra 4-radiga verser. De tre första börjar som titelraden medan den fjärde inleds med Herren är mäktig. Verserna har ingen refräng eller körtext.

## Publicerad i
- Sionstoner 1889 som nr 6 under rubriken "Guds godhet i skapelsen och försynen".
- Svensk söndagsskolsångbok 1908 som nr 4 under rubriken "Guds härlighet".
- Svensk söndagsskolsångbok 1929 som nr 17 under rubriken "Guds makt och härlighet".